# ボイレン (エスリンゲン郡)
ボイレン (ドイツ語: Beuren) は、ドイツ連邦共和国バーデン＝ヴュルテンベルク州シュトゥットガルト行政管区のエスリンゲン郡に属す町村（以下、本項では便宜上「町」と記述する）である。この町は、シュトゥットガルト地方（1992年まではミッテレラー・ネッカー地方）およびシュトゥットガルト大都市圏に属す。ボイレンは町域の大部分 (95.2 %) がシュヴェービシェ・アルプ・バイオスフィアの一部となっている。

## 地理

### 位置
ボイレンは、アルプトラウフに隣接するノイフェナー・タールの、ホーエンノイフェン城趾の麓に位置している。州都のシュトゥットガルトへは約 28 km の距離があり、ボイレンの南西約 16 km にロイトリンゲンが位置している。ボイレン町内の最低地点はティーフェンバッハタールの海抜 335 m、最高地点はアルプ高地ブルクヘルンレ沿いのボイレナー・フェルゼン近くの 733 m の地点である。ホーエンノイフェンとボイレナー・フェルスとの間の護られた形の谷に位置する立地は、気候や果樹およびブドウの栽培に良い影響を与えている。
ボイレンは、シュヴァーベン火山の領域に位置しており、町内に6つの古い火口跡が確認できる。エンゲルベルク、シュピッツェンベルク、ホーベレといった円錐形の山はかつての火山である。遙か昔に消失した火山はある種の宝を遺した。温泉や鉱泉がそれである。ボイレンの地熱深度は 11 m である（つまり、11 m 掘ると地面の温度が1℃上がる）。これは他のドイツの土地に比べ約3倍の数値である。

### 自治体の構成
ボイレンには、ボイレン地区とバルツホルツ地区がある。この他にハルデンホーフ住宅地（バルツホルツ地区に含まれる）、ティーフェンバッハタールのゾネンホーフが含まれる。ゾネンホーフは町道でボイレンと結ばれている。ゾネンホーフの住宅は例外的に、エネルギー、電話などのライフラインをすべてニュルティンゲンから供給されている。

### 隣接する市町村
ボイレンは、北はニュルティンゲン、東はデッティンゲン・ウンター・テックおよびアウエン、南はエルケンブレヒツヴァイラー、西はノイフェンおよびフリッケンハウゼンと境を接している（以上、いずれもエスリンゲン郡）。

### 土地利用
2020年現在のこの町の用途別土地面積および占有率は以下の通りである。
| 用途         | 面積 (ha) | 占有率 (%) |
| ------------ | --------- | ---------- |
| 住宅用地     | 57        | 4.9        |
| 商工業用地   | 11        | 1.0        |
| レジャー用地 | 13        | 1.2        |
| 交通用地     | 59        | 5.1        |
| 農業用地     | 579       | 49.5       |
| 森林         | 419       | 35.8       |
| 水域         | 4         | 0.4        |
| その他       | 27        | 2.3        |
| 合計         | 1169      | 100.0      |

## 歴史

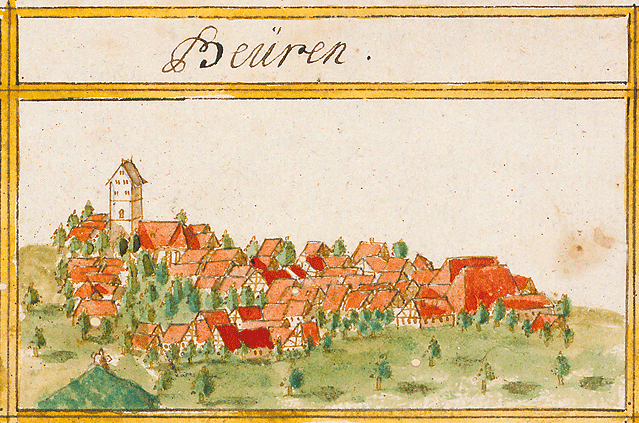
1683年頃にアンドレアス・キーザーが描いたボイレン

ボイレンは、1304年にハプスブルク家がヴュルテンベルク伯エーバーハルト1世に対してすべての権利を放棄した際に初めて文献に記録されている。これ以後ボイレンはヴュルテンベルク領に属していた。この集落はまずアルトヴュルテンベルクのアムト・ノイフェンに属した。1806年に建国されたヴュルテンベルク王国の新しい行政制度が適用された事でボイレンはオーバーアムト・ニュルティンゲンに編入された。ナチ時代のヴュルテンベルクの行政改革により1938年にニュルティンゲン郡に属すこととなった。1945年から1952年まで、アメリカ管理地区に設けられたヴュルテンベルク＝バーデン州に属した。この州は1952年に新たにバーデン＝ヴュルテンベルク州となった。1973年、郡の再編によりニュルティンゲン郡が廃止され、エスリンゲン郡に属することとなった。

### 町村合併
1938年にバルツホルツがボイレンに合併した。バルツホルツという地名は「Baldの森の中の集落」を意味する。この集落は1298年に初めて文献に記録されている。1521年バルツホルツには6軒の家があった。三十年戦争の間バルツホルツは何年もの間無人となった。1938年の合併時点には319人がバルツホルツに住んでいた。紋章は1930年に制定された。紋章は、釣り針が描かれた古い印象に基づくものであった。紋章は金地で緑の地面の上に2本の Buchenstaude の間に黒い釣り針が描かれている。この釣り針 (ドイツ語: Angel) は、かつてバルツホルツのホーエンノイフェン城砦を護るために撒かれていた撒菱 (ドイツ語: Fußangel) を連想させるという。

## 住民

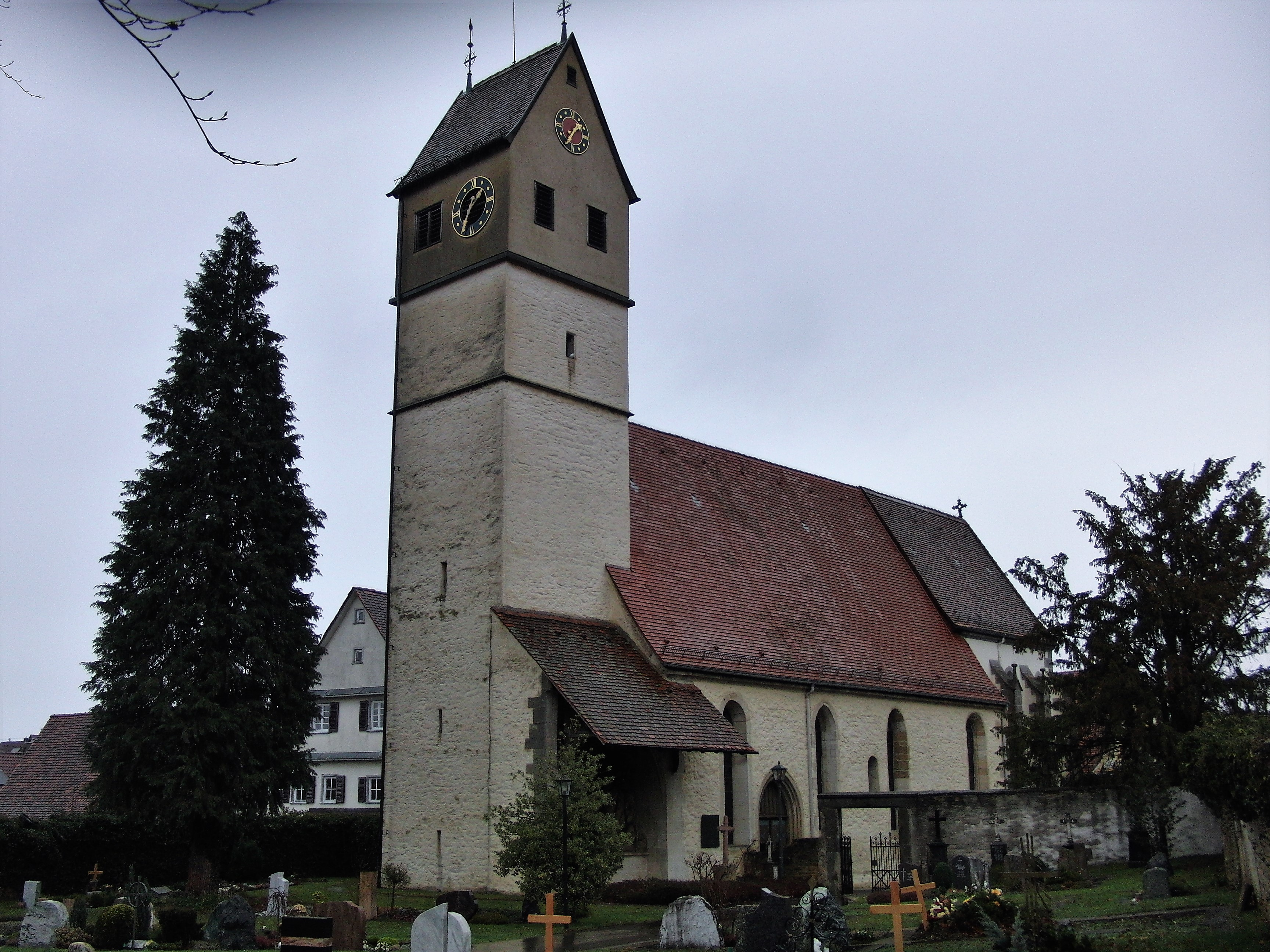
ボイレンのニコラウス教会

### 宗教
宗教改革以降、ボイレンでは福音主義が主流である。ニコラウス教会で礼拝を行っている福音主義ボイレン教会は、約2050人の信者を擁する（2005年現在）。
第二次世界大戦後に故郷を逐われた人々が移り住んだことで、ローマ＝カトリック信者の数が増え、聖パウルス教会が建設された。教会組織上は、ノイフェンおよびコールベルクとともに聖ミヒャエル教会組織を形成している。
新使徒教会は、フリッケンハウゼンと統合された。かつては「アン・デア・ライゼ」通りに教会があった。
クリステンゲマインデ・ボイレン e.V. はヨハネス通り3番地に集会所を有している。組織上はクリステンゲマインデ・ヴェンドリンゲンに属している。

### 人口推移
人口調査結果 (*) または州統計局の公式研究結果に基づく人口推移を以下に示す（この町を主たる住所地とする人口）。
| 時期            | 人口（人） |
| --------------- | ---------- |
| 1625年          | 652        |
| 1645年          | 307        |
| 1700年          | 687        |
| 1810年          | 1,555      |
| 1834年12月3日*  | 1,801      |
| 1861年12月3日*  | 1,795      |
| 1900年12月1日*  | 1,571      |
| 1939年5月17日*  | 1,582      |
| 1946年10月29日* | 2,240      |
| 1950年9月13日*  | 2,243      |
| 1961年6月6日*   | 2,569      |

| 時期           | 人口（人） |
| -------------- | ---------- |
| 1970年5月27日* | 2,864      |
| 1987年5月25日* | 3,233      |
| 1990年12月31日 | 3,438      |
| 1995年12月31日 | 3,449      |
| 2000年12月31日 | 3,331      |
| 2005年12月31日 | 3,401      |
| 2010年12月31日 | 3,359      |
| 2011年5月9日*  | 3,341      |
| 2015年12月31日 | 3,549      |
| 2020年12月31日 | 3,679      |

## 行政

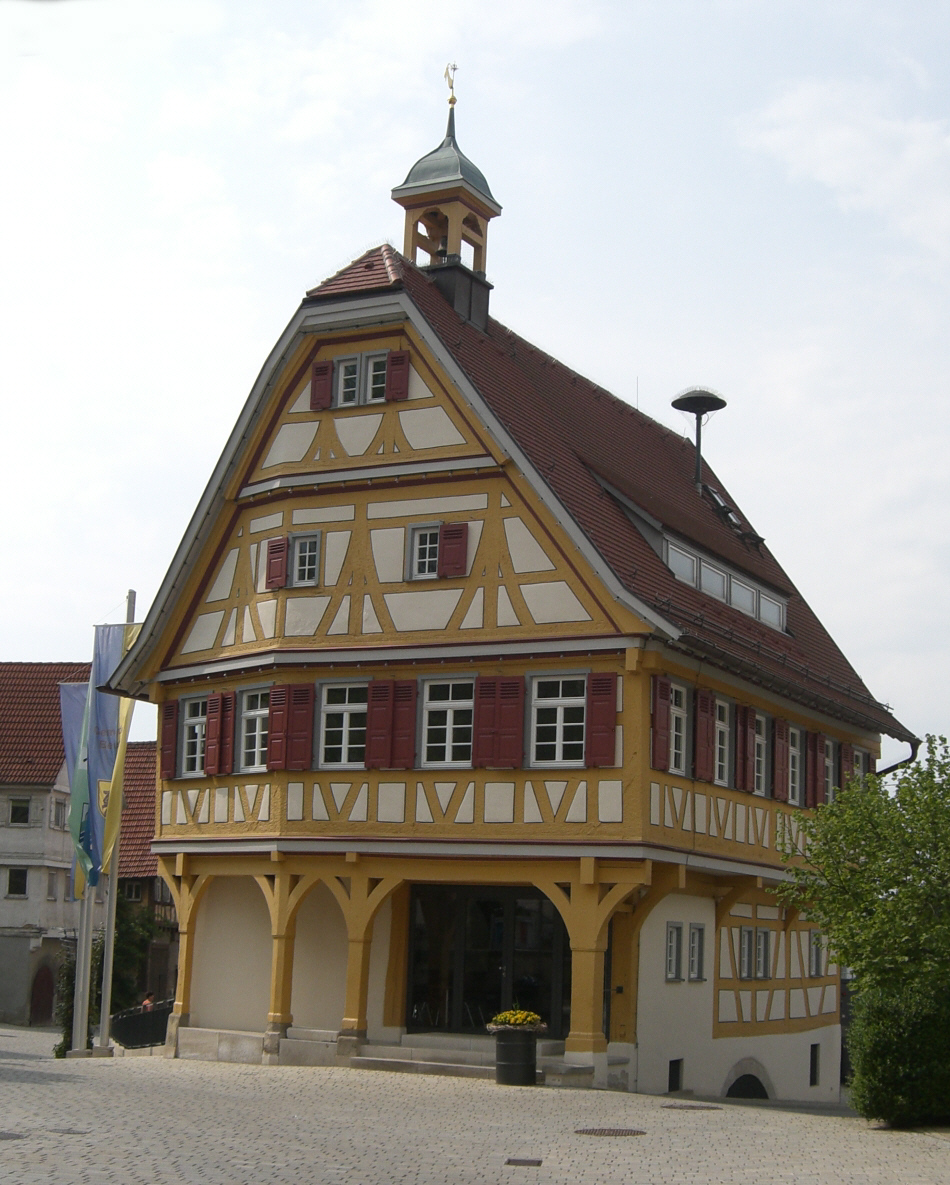
ボイレンの町役場

### 首長
第二次世界大戦後の町長を列記する。
- 1945年 - 1946年: アウグスト・ロイス（委任）
- 1946年 - 1948年: ヘルムート・リンク
- 1948年 - 1983年: ヴィリー・グラス
- 1983年 - 2015年: エーリヒ・ハルトマン
- 2016年 - : ダニエル・グリューバー

エーリヒ・ハルトマン引退後、2015年10月25日の町長選挙でダニエル・グリューバーが 59.2 % の支持票を獲得して町長に選出された。彼は2016年1月1日に町長に就任した。

### 議会
ボイレンの議会は14議席からなる。町議会はこれらの選出された議員と議長を務める町長で構成される。町長は町議会で投票権を有している。

### 紋章
1930年以降に採用されたこの町の紋章は金地で、右（向かって左）を向いた黒いヤギの頭が描かれている。これは地元で昔使われていた町のもう一つの名前ガイスボイレン（ドイツ語: Geißはヤギを意味する）から連想されたものである。この呼名は1640年以降使われていたことが証明されている。これはかつてこのあたりでヤギの飼育が盛んであったことに由来すると言われている。
州の旗の色との重複を避けるため、町の旗に紋章の配色は採用されていない。1973年内務省に認可された旗は、青-黄（または青-金）の配色である。

### 援助協力関係
1944年に難民となったドナウシュヴァーベンの村バチュキ・ヤレク（セルビア、ヴォイヴォディナ自治州）の旧住民に再び集う場所を提供するために、1987年9月25日にボイレンはヤレクとの間に援助協力関係を結んだ。新しい墓地の入口には、泉と記念プレートを備えた「ヤレカー広場」が造られ、年に1度ボイレンでヤレカー＝トレフェン（ヤレク集会）が開催される。

## 経済と社会資本
ボイレンとバルツホルツはワイン製造の村で、レムスタール＝シュトゥットガルト地方ホーエンノイフェン広域地区に属す。現在はボイレン地区に約 8 ha、バルツホルツ地区に約 2 ha のブドウ畑がある。

### 交通
広域鉄道網への接続は、ノイフェンまでバスで行き、ここでニュルティンゲン行きのテーレス鉄道に乗り換える。ニュルティンゲンは約 9 km の距離にある。アウトバーン8号線 (A8) の最寄りのインターチェンジは約 10 km 離れたキルヒハイム・ウンター・テック東インターチェンジである。エルケンブレヒツヴァイラー行きおよびノイフェン経由メッツィンゲン行きのバス路線がある。
ノイフェンからアウエンに通じる州道1210号線 (L1210) がボイレンを通っている。狭くて急峻な町を貫く道路の交通量を減らすため、バーデン＝ヴュルテンベルク州は1500万ユーロを費やして、1.2 km のバイパス道路を建設した。このバイパス道路には長さ 399 m のボイレナー・トンネルが造られた。この道路は2005年2月25日に開通した。

### 教育機関
ボイレンには基礎課程学校が1校ある。上級の学校はノイフェン（本課程学校、実科学校）、ニュルティンゲン（実科学校、ギムナジウム）に通う。この他にこの町には幼稚園が3園ある。

### ライフライン
ボイレンでは、シュタットヴェルケ・ノイフェンによって電気やガスが供給されている。ガスは1907年にノイフェンで新しいガス会社が営業を始めた。電力網に結ばれたのは1912/14年であった。水はランデスヴァッサーフェアゾルグング目的連合によって供給されていたが、1994年にブラウ＝ラウター＝グループ目的連合と統合された。この他にボイレンでは、シュヴェービシェ・アルプのカルスト地下水が湧出する水源がいくつかある。下水はフリッケンハウゼンのノイフェナー・タール排水連合の汚水処理場で処理される。

### 廃棄物処理
廃棄物処理はエスリンゲン郡の廃棄物処理会社が担当している。有機ゴミ、家庭ゴミ、紙類を分別収集している。グリューネ・プンクトが表示された包装材は、いわゆるゲルバー・ザック（直訳: 黄色い袋）で収集される。粗大ゴミは年2回引換券を提示することで無料回収され、あるいは処分場へ持ち込みも可能である。処分場では電化製品や金属製品、再利用可能な素材も引き取ってもらうことができる。電灯や塗料などの有害ゴミは特別回収がある。

### レジャー・スポーツ施設
- パノラマ・テルメ・ボイレン。サウナ施設や小さな屋内水泳プールがある[11]。
- シュポルトゲレンデ・レッテンヴェルデ（リンゼンホーフェンへの道沿い）。TSV ボイレンのサッカーグラウンド 2面（天然芝と人工芝）や TC ボイレンのテニスコートがある。
- シュテレ・スポーツ広場（エルケンブレヒツヴァイラーへの道沿い）。ロート＝ヴァイス・オーストリアのサッカーグラウンドとシュトックバーンがある。

### 遊歩道と自転車道
ボイレンは、広域自転車道アルプ＝クロッシンゲおよび広域遊歩道アルプシュタイク（シュヴェービシェ＝アルプ＝ノルトラントヴェークとも呼ばれる）沿いに位置している。この町の周辺には、3つの周回型遊歩道「ホーホゲーフェスティクト」、「ホーホゲーニーセン」、「ホーホゲーレーゲン」がある。

## 文化と見所
ボイレンは、ヴュルテンベルク・ワイン街道沿いに位置している。これはヴュルテンベルクのすべてのワイン地域を巡る、多くの見所が点在する観光街道である。

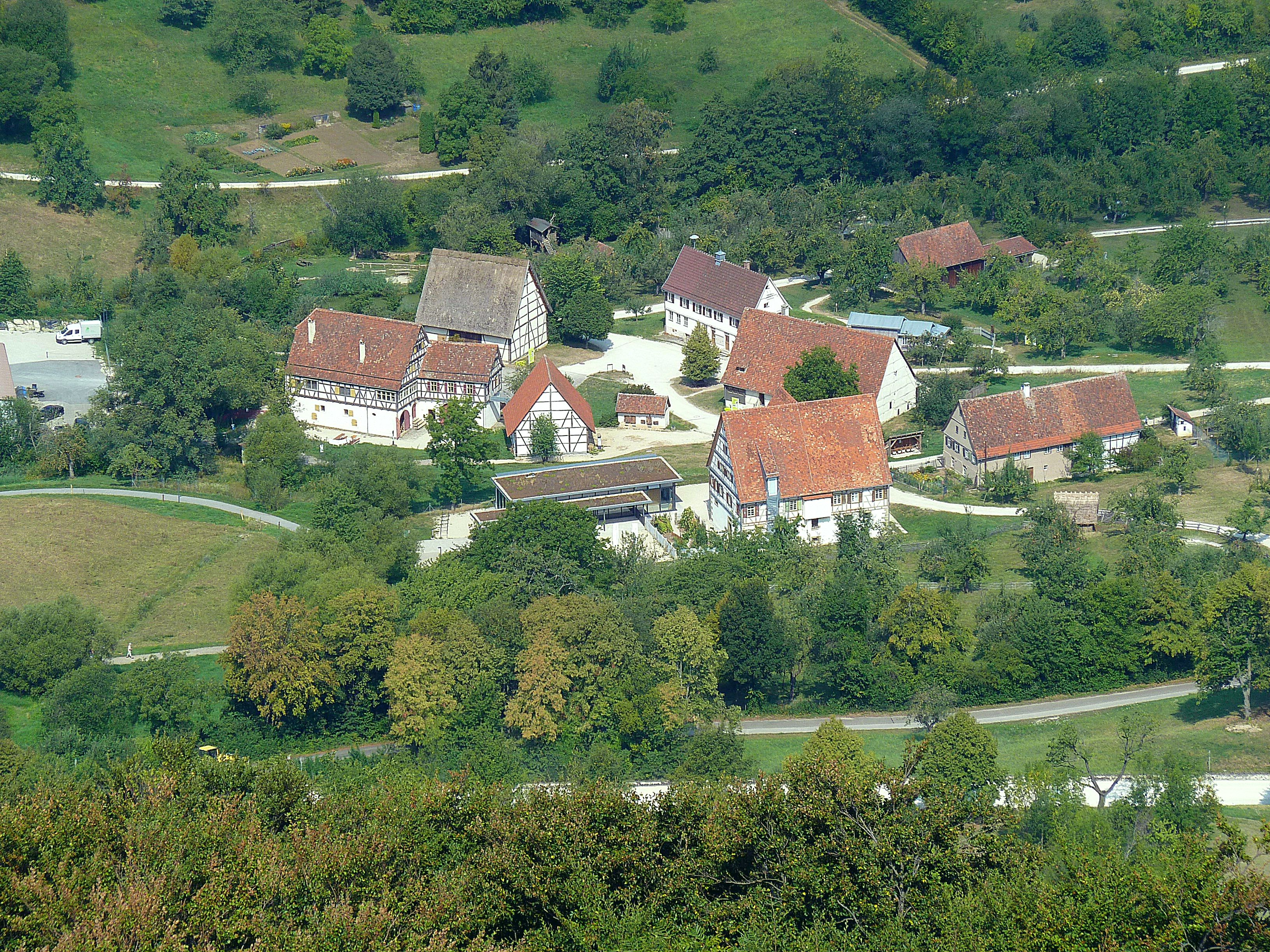
ボイレン野外博物館

### 博物館
ボイレン野外博物館は、バーデン＝ヴュルテンベルク州に7つある地域の野外博物館の1つである。この博物館は1995年にオープンし、現在も拡張されている。ここに展示されているのは、ネッカー川中流地域およびシュヴェービシェ・アルプ地方の古い建物である。この博物館はボイレンの北東部、ゲヴァント・ヘルプストヴィーゼンにあり、25棟の歴史的建造物が建っている（2022年現在）。ボイレン野外博物館の運営団体はエスリンゲン郡である。

### 建築
ボイレンの中心部はは現在、町の最盛期であった15世紀から16世紀を反映した均一な景観を保持している。当時ボイレンは巡礼地であった。エンゲルベルクの巡礼礼拝堂が巡礼者たちの目的地であった。本通りやそれに接する脇道には価値の高い古い木組み建築が列をなしており、その一部は重厚な構えを見せている。ボイレンの町の中心部には合計70棟の保護文化財に指定された木組み建築がある。バーデン＝ヴュルテンベルク州で最も古い建物として知られる1411/12年に建設されたフィルストシュテンダーハウスもその1つである。

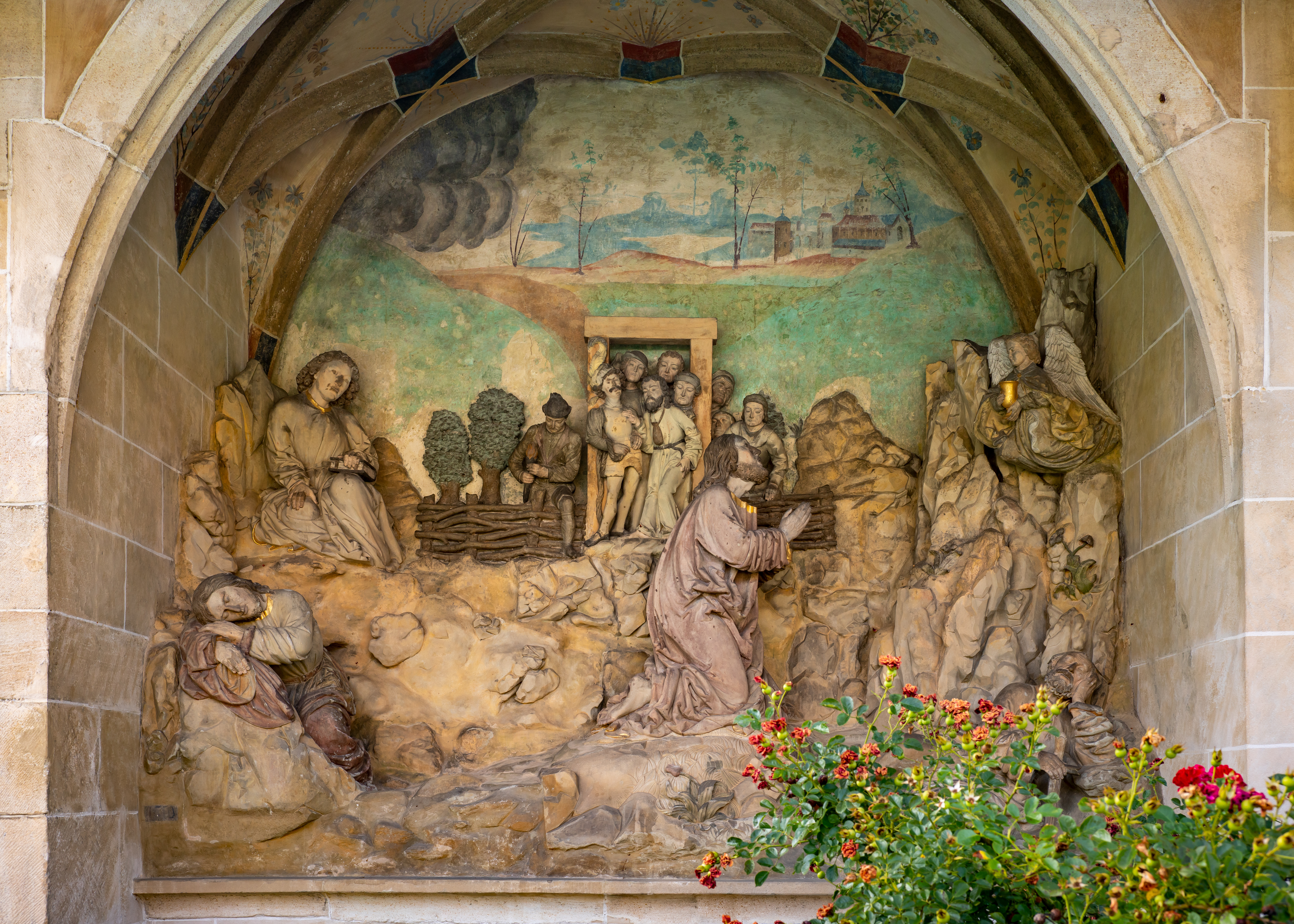
ニコラウス教会の「オリーブ山」群像

歴史的な町の中心地、かつてロマネスク様式の礼拝堂があった場所に、15世紀に建設された後期ゴシック様式のニコラウス教会がある。塔の大きな鐘は1430年に製造された。内陣は、宗教改革が始まった時代である1515年に完成した。特別な見所が、塔の南東壁の外側にある「オリーブ山」の群像（1510年）と、これよりもやや古い価値の高い教会の宝である彫像「棕櫚のロバに乗るキリスト」（1470年頃）である。オルガンは1839年頃に有名なオルガン製造者ヴィクトール・グロウルが製造し、1978/79年にオリジナルに忠実に修復がなされた。現在の教会の内装は1904年に造られたものである。有名な教会建築家で王の上級建築技官であったハインリヒ・ドルメッチュがこの教会を改築、修復した。2階席の回廊は同時期にドルメッチュが改築したカンシュタットの市教会に基づいて造られた。ニコラウス教会は、初期バロック様式の牧師館（17世紀初め）、教区倉庫（15世紀末）、教区庭園、今日まで埋葬に用いられている教会墓地とともに、ヴュルテンベルクでは珍しいアンサンブルを形成している。
ボイレンの主要な文化財の1つに数えられるのが、教会の向かいに建つ、ボイレン最盛期の1556年に建設された町役場である。町役場の下には鉱泉があり、その水は町役場の近くに建つバートシュトゥーベ（1526年に最初の記録が遺る）で利用されていた。20世紀初めにこの鉱泉は枯渇したが、その理由は明かでない。

### 年中行事
1950年代末から1960年代に町は地元のクラブと共同で、幼稚園や学校と提携して夏に大規模なパレードや祝典を伴うボイレン子供祭を開催していた。1987年以降は地元クラブにより9月の第2週末に古いブドウ搾り所の周辺でケルターフェスト（直訳: ブドウ搾り祭）が開催されている。町の中心部の再開発後2007年にこの祭はカールス広場に移されたが、その伝統はブルネンフェスト（直訳: 泉祭）の名称の下で引き継がれている。

## 人物

### 出身者
- ゴットロープ・エスペンラウプ（1900年 - 1972年）飛行機製造技師、パイロット。バルツホルツ出身。
- ヴォルフガング・イシンガー（ドイツ語版、英語版）（1946年 - ）弁護士、人権家、外交官。

### ゆかりの人物
- クリスティアン・ゲントナー（1985年 - ）サッカー選手。ボイレンで育った。

## 関連図書
- August Friedrich Pauly, ed (1848). “Beuren”. Beschreibung des Oberamts Nürtingen. Die Württembergischen Oberamtsbeschreibungen 1824–1886. Band 25. Stuttgart / Tübingen: Cotta’sche Verlagsbuchhandlung
- Hans Schwenkel (1953). Heimatbuch des Kreises Nürtingen. Band 2. Würzburg. pp. 126–154
- Dietrich Braun (1988). Nikolauskirche Beuren. 800 Jahre erlebte Geschichte. Villingen: Neckar-Verlag. ISBN 978-3-7883-1904-5
- Dietrich Braun (1991). Kur- und Gemeindeverwaltung Beuren. ed. Beuren – 500 Jahre Bad-Geschichte, Die Renaissance eines alten Heilbades
- Willi Knapp; Erich Knapp (1988). Ortssippenbuch Beuren-Balzholz, Deutsche Ortssippenbücher, Reihe A – Band 144. Filderstadt
- Dietrich Braun (2003). Heimatbuch Beuren. Von den urweltlichen Zeugen unserer Gemarkung bis zum Jahre 2004 und Haus- und Familiengeschichten 1550–1982. Beuren: Revidierte Privatauflage
- Sönke Lorenz, Andreas Schmauder, ed (2004). Beuren und Balzholz – Eine Gemeinde am Fuß der Schwäbischen Alb. Filderstadt: Markstein-Verlag
- Landesarchiv Baden-Württemberg i. V., Landkreis Esslingen, ed (2009). Der Landkreis Esslingen, Band 1. Ostfildern: Jan Thorbecke Verlag. p. 345. ISBN 978-3-7995-0842-1